# Mordente
El mordente (del latín mordere, "morder") en música es un adorno melódico que por lo general indica que la nota principal o real (la nota escrita) debe ser tocada con una única alternancia rápida de dicha nota con la inmediatamente superior o inferior por grados conjuntos. Esta alternancia puede estar formada por tres, cuatro o cinco notas. En cualquier caso, las notas del mordente se deben interpretar exclusivamente en el tiempo que antes ocupaba la nota principal. El mordente puede aparecer en combinación con otros ornamentos musicales como el trino, el acento o la doble cadencia.

## Tipologías
Los mordentes pueden clasificarse atendiendo a diversos criterios.

### Mordentes superiores e inferiores
- Superior: cuando alterna tres notas: la primera es la nota principal, en la que se encuentra el símbolo de mordente, se mueve por grados conjuntos hacia la siguiente nota (conforme a la escala diatónica) y regresa a la nota principal.[5] Este tipo de mordente nunca ha sido utilizado en la música barroca.[6]
- Inferior o invertido: cuando alterna tres notas: la primera es la nota principal, en la que se encuentra el signo de mordente, se mueve por grados conjuntos hacia la nota precedente (según la disposición diatónica) para volver de nuevo a la nota principal.[5][2]

### Mordentes simples y dobles
- Simple: cuando las notas a alternar son solamente tres, como en los tipos anteriores.
- Doble: cuando está constituido por la unión de dos mordentes, con independencia de si son inferiores, superiores o de diferentes tipos. El efecto será un grupo de cuatro o cinco notas tocadas en una primera parte que se obtiene partiendo, conforme a la subdivisión ternaria, la figura sobre la cual se coloca. Si la propia figura constituye una subdivisión, el mordente ocupará la totalidad de la misma dando lugar a un trino.

### Mordentes con nota antepuesta
Justo antes del mordente puede haber una nota auxiliar adicional superior o inferior que sirve generalmente para garantizar que no se interrumpa el curso de la melodía. Existen dos variantes dependiendo de la duración de esta nota inicial y del estilo con el que se toca: 
- Una pequeña línea recta vertical situada antes del mordente significa que el intérprete tendrá que ejecutar un pequeño acento o al menos detenerse en la nota auxiliar. La nota auxiliar será superior o inferior en función de si la línea se coloca por encima o por debajo del mordente.
- Una pequeña línea curva situada delante del mordente significa que el intérprete tendrá que interpretar la nota auxiliar sin detenerse demasiado, efectuando una ligera ralentización si lo desea. Del mismo modo, la nota auxiliar será superior o inferior dependiendo de si la línea curva se coloca por encima o por debajo del mordente.

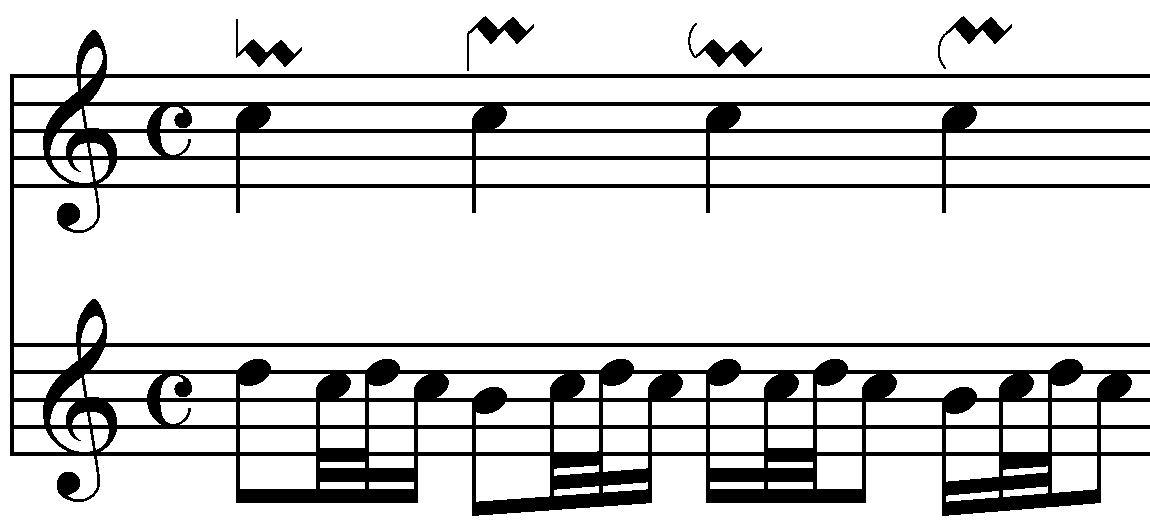
Figura 3. Mordentes con nota antepuesta.

### Mordentes de grado y de salto
- De grado, mordente en el que la distancia entre la nota principal y la nota auxiliar es de un grado, es decir, se encuentre a distancia de segunda.
- De salto, mordente en el que la distancia entre la nota principal y la nota auxiliar es mayor de un grado.[7]

### Mordentes de anticipación y de retardo
- De anticipación, mordente en el que la nota auxiliar se encuentra antes del pulso. Van unidos a la nota anterior y se anticipan a la nota siguiente, sin retardar.
- De retardo, mordente en el que la nota auxiliar se encuentra después del pulso. Van unidos a la siguiente nota retardando su ejecución.[7]

### Mordentes directos y circulares
- Directos, mordentes que se dirigen "directamente" a la nota principal.
- Circulares o grupeto, mordentes que no se dirigen "directamente" a la nota principal. Este tipo de mordentes presenta dos variantes:[8]
  - Mordente circular horizontal: está formado por cuatro notas en el siguiente orden: nota superior a la principal, nota principal, nota inferior y nota principal.
  - Mordente circular vertical o invertido: también está constituido por cuatro notas en el siguiente orden: nota inferior a la principal, nota principal, nota superior y nota principal de nuevo.

|                                                       |
| Mordente circular horizontal, o grupeto descendente.. |

|                                                   |
| Mordente circular vertical, o grupeto ascendente. |

## Representación gráfica
Este adorno musical se representa en las partituras y partichelas mediante una línea ondulada como la que se utiliza para indicar el trino, pero en esta ocasión más corta. Existen dos variantes principales para los dos tipos básicos de mordentes: 
- El mordente superior se representa mediante un corto garabato encima de la nota.
- El mordente inferior se indica con el mismo garabato atravesado por una línea vertical.

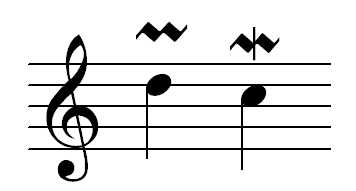
Figura 4. Notación de los mordentes superior e inferior.

Al igual que ocurre con el trino y la apoyatura, las notas auxiliares que componen el mordente pueden ser modificadas cromáticamente, lo cual se representa mediante un pequeño signo de alteración (bemol ♭, sostenido ♯ o becuadro ♮), sin que tal alteración afecte al resto del compás. La alteración, en el caso del mordente superior, se sitúa por encima del signo de mordente y por debajo en el caso del mordente inferior.

## Usos y efectos
El mordente superior implica una sola alternancia rápida entre la nota principal y la superior. 
El mordente inferior supone una única alternancia rápida entre la nota principal y la inferior.
La velocidad exacta con la que el mordente debe ser interpretado, igual que en el caso del trino, varía dependiendo del tempo de la pieza. Así pues, los mordentes de la Figura 4 en un tempo moderado deberían ejecutarse de la siguiente manera.
|                                                                       |
| Figura 5. Ejecución de los mordentes superior e inferior. Reproducirⓘ |

Los teóricos de la música no siempre coinciden al denominar mordentes a los mismos adornos. Este término se encuentra empleado con los 
Si el Mordente está hacia arriba primero va hacia abajo y si está hacia arriba al revés 
1. Para designar tanto este tipo de adorno y, además el de sentido contrario, que nosotros llamamos mordente inferior.
2. Para designar cualquier adorno compuesto de dos notas que se ejecutan rápidamente antes de la nota principal.
3. Para designar cualquier adorno, independientemente del número de notas que lo formen, que se ejecute rápidamente antes o después de la nota principal.[9]

## Historia y ejemplos
El significado preciso y la ejecución del mordente no es fija, ya que depende tanto de la época como del compositor. Por tanto, ha sufrido diversas modificaciones a lo largo de la historia de la música. Durante los siglos XVII y XVIII varía notablemente la ejecución en cuanto al ritmo, la nota inicial, la duración así como la articulación de la música. La mayoría de los compositores proporcionan en el prólogo de sus obras, una tabla de ejecución de los ornamentos. En 1778, Dom Bédos de Celles detalló todos los ornamentos junto con su ejecución en su tratado titulado L'art du facteur d'orgues (El arte del constructor de órganos) (planchas de CV a CXIII).
En el periodo barroco un «mordente» hacía referencia solamente al mordente inferior, mientras que el mordente superior era denominado «Pralltriller» o «Schneller». 
Por su parte, en el siglo XIX el término «mordente» se aplicaba normalmente a lo que actualmente se conoce como mordente superior y el inferior era llamado mordente invertido. En las denominaciones otros idiomas puede observarse la herencia de la evolución de este ornamento. Por ejemplo, en alemán Pralltriller y Mordent se corresponden con el mordente superior y el inferior respectivamente. Asimismo en francés y a veces en alemán se utiliza la denominación mordant.
Por otra parte, en la actualidad se considera que los mordentes deben consistir en una sola alternancia entre notas. Sin embargo, durante el Barroco los mordentes en ocasiones podían ser ejecutados mediante más de una alternancia entre la nota principal y la inferior, constituyendo de esa manera una especie de trino invertido. 
En ciertos periodos los mordentes de todo tipo podían empezar con una nota no esencial extra, la nota auxiliar inferior, en lugar de comenzar con la nota principal. Esta práctica es aplicable también a los trinos, que durante el Barroco y el Clasicismo generalmente se iniciaban con la nota auxiliar superior. Atendiendo a un interpretación historicista, la ejecución de los mordentes era más rápida en el periodo clásico que en la época de Bach.
En definitiva, la práctica, la notación y la nomenclatura de estos adornos musicales presentan amplias variaciones; y este artículo en su conjunto aborda el estándar aproximado del siglo XIX.
Este ornamento aparece muy a menudo en la música para instrumentos de tecla del Barroco,  así como en piezas para piano como el repertorio de Chopin. A modo de ejemplo, la Tocata y fuga en re menor de Johann Sebastian Bach en su comienzo contiene una serie de mordentes inferiores. 

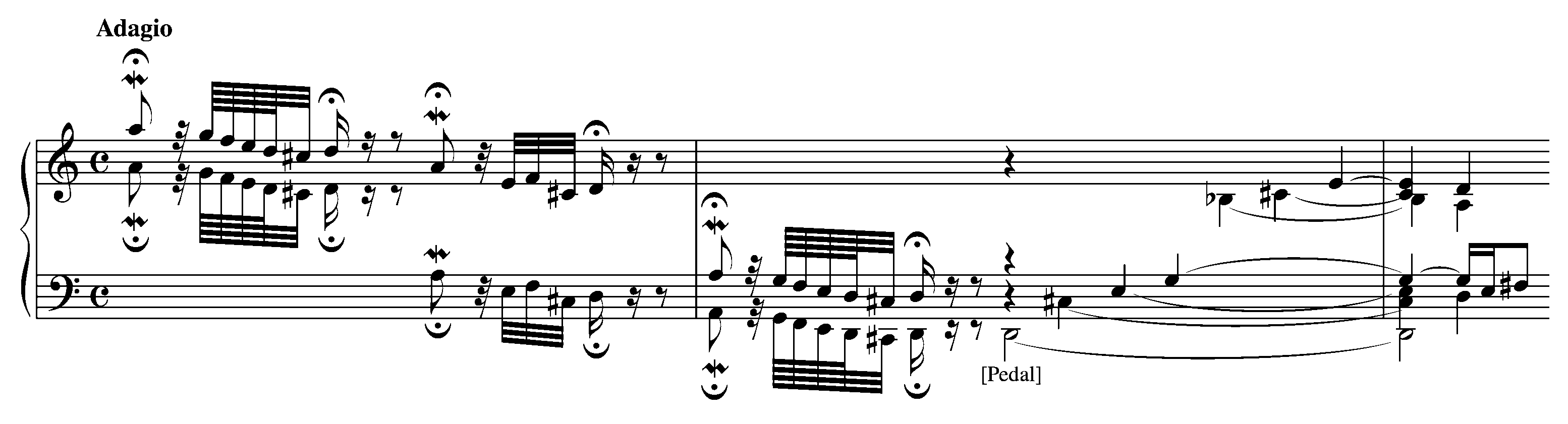
Figura 6. Inicio de la Tocata y fuga en re menor, BWV 565, de Bach.